# 馬禮遜教堂
馬禮遜堂（葡萄牙語：Capela Protestante）是香港聖公會澳門傳道地區轄下的一所羅馬風格的小聖堂﹐位於澳門東方基金會新會址邊的永久墓園（現在的舊基督教墳場）內，即賈梅士廣場及賈梅士公園附近。該堂由英國東印度公司於1821年建立，但現今可以給各種教派背景的信徒參與敬拜。現今的聖堂，曾於1922年重修，是澳門最古老的新教傳道所。聖堂的興建是為了紀念曾將聖經翻譯成中文的傳教士羅拔·馬禮遜，聖堂的畫窗上刻畫了一本聖經的圖案並寫上「太初有道」的字樣，在聖壇的兩旁，分別放置紀念占士安迪葛及亨利馬基臣的紀念碑。

## 歷史
英国東印度公司的商人由18世紀後期，直至1834年在中國經商。 其章程規定，須讓僱員定期參與宗教儀式，並須從英國派遣牧師以照顧僱員的精神需求。
在1821年購入聖堂和墓地（舊基督教墳場）的土地之前，該聖堂可能位於英國東印度公司的一間簡單辦公室。 此次購入墓地是與受聘於東印度公司傳教士及翻譯馬禮遜的妻子瑪麗·馬禮遜去世有關。 在此之前，葡萄牙當局只允許天主教徒墓葬在其殖民地。
沒有人知道現址第一座教堂的建築史，最早有關此教堂的記載是在1833年的一次結婚儀式。
1834年，當東印度公司喪失了貿易壟斷，英國政府接收了管理教堂和墓地的責任。這個責任是在1870年的轉讓契約轉移到受託人，其三名高級代表須包括至少兩個有新教徒居住在澳門的國家。
1921年，教堂需要完全重建，僅保留原有的地基。這次重建受兩個條件限制：它必須從街邊以高牆隱藏，以及它不可設鐘。1922年教堂重建完成後，一直以來結構不變。
二戰後墳場轉交聖公會管理，教堂則以馬禮遜命名，為「澳門歷史城區」一部份。

## 外部連結
- 澳門文化局對聖公會保護基督教墳場表示感謝 （页面存档备份，存于） - 香港聖公會《教聲》　2006年7月23日
- 白鴿巢基督教墳場尊貴清幽 - 新報　2009年10月7日
- 馬禮遜教堂 Morrison Chapel
- 澳門馬禮遜教堂 - 福音時報　2009年12月18日
- 馬禮遜教堂 （页面存档备份，存于）
- 「探古釋今」：澳門基督教發展史略 - 蕭楚輝
- 维基共享资源上的相關多媒體資源：馬禮遜教堂